# کتابخانه ملی حمل و نقل
کتابخانه ملی حمل و نقل (NTL) (به انگلیسی: National Transportation Library) دسترسی به اطلاعات لازم برای تصمیم‌گیری در مورد حمل و نقل در دولت را حفظ و تسهیل می‌کند و با کتابخانه‌های حمل و نقل عمومی و خصوصی و ارائه دهندگان اطلاعات در بهبود به اشتراک گذاشتن اطلاعات هماهنگ می‌کند. در حال حاضر این کتابخانه تحت مدیریت اداره آمار حمل و نقل (BTS) قرار دارد.

## تاریخچه
NTL در سال ۱۹۹۸ بر اساس قانون سهام حمل و نقل برای قرن ۲۱ ایجاد شد. از سال ۲۰۰۸ تا ۲۰۱۵ مدیر NTL همچنین به عنوان مدیر کتابخانه وزارت حمل و نقل ایالات متحده خدمت کرد.
در سال ۲۰۱۲ به‌صورت مجاز NTL برای پیشرفت در قانون قرن بیست و یکم (MAP-21) گسترش یافت تا شامل کسب، حفظ و مدیریت اطلاعات حمل و نقل شود. و همچنین خدمات گسترده‌ای که به USDOT، سایر آژانس‌های فدرال، متخصصان حمل و نقل و عموم ارائه می‌شود.